# 張湄鑫
張湄鑫（Teoh Mei Xing，1997年3月6日—），本名張美馨，馬來西亞女子羽毛球運動員。

## 簡歷
2016年11月，張美馨與阿米莉亚·艾丽西娅·安瑟利合作出戰蘇格蘭羽毛球大獎賽女子雙打項目，在決賽中以0-2的成績（17-21、13-21）不敵隊友林芸如/葉錚雯組合，屈居亞軍。

## 主要比賽成績
只列出曾進入準決賽的國際賽事成績：
| 年份   | 賽事                     | 公開賽級別 | 項目     | 搭檔                     | 成績   |
| ------ | ------------------------ | ---------- | -------- | ------------------------ | ------ |
| 2016年 | 越南羽毛球國際挑戰賽     | 國際挑戰賽 | 女子雙打 | 阿米莉亚·艾丽西娅·安瑟利 | 準決賽 |
| 2016年 | 荷蘭羽毛球大獎賽         | 大獎賽     | 女子雙打 | 阿米莉亚·艾丽西娅·安瑟利 | 準決賽 |
| 2016年 | 瑞士羽毛球國際賽         | 國際系列賽 | 女子雙打 | 阿米莉亚·艾丽西娅·安瑟利 | 亞軍   |
| 2016年 | 馬來西亞羽毛球國際挑戰賽 | 國際挑戰賽 | 女子雙打 | 阿米莉亚·艾丽西娅·安瑟利 | 準決賽 |
| 2016年 | 蘇格蘭羽毛球大獎賽       | 大獎賽     | 女子雙打 | 阿米莉亚·艾丽西娅·安瑟利 | 亞軍   |
| 2017年 | 印度羽毛球國際系列賽     | 國際系列賽 | 女子雙打 | 林秋仙                   | 準決賽 |
| 2019年 | 雪梨羽毛球國際賽         | 國際系列賽 | 女子雙打 | 叶灵                     | 準決賽 |
| 2019年 | 印度羽毛球國際挑戰賽     | 國際挑戰賽 | 女子雙打 | 叶灵                     | 亞軍   |
| 2021年 | 西班牙羽毛球國際賽       | 國際挑戰賽 | 混合雙打 | 鄭凱文                   | 冠軍   |
| 2021年 | 蘇迪曼盃                 | 其他       | 混合團體 | －                       | 季軍   |
| 2021年 | 捷克羽毛球公開賽         | 國際系列賽 | 女子雙打 | 張清玉                   | 冠軍   |
| 2021年 | 蘇格蘭羽毛球公開賽       | 國際挑戰賽 | 女子雙打 | 張清玉                   | 亞軍   |
| 2021年 | 威爾斯羽毛球國際賽       | 國際挑戰賽 | 女子雙打 | 張清玉                   | 準決賽 |
| 2022年 | 賽義德·莫迪羽毛球國際賽  | 超級300賽  | 女子雙打 | 張清玉                   | 冠軍   |
| 2022年 | 亞洲羽毛球團體錦標賽     | 其他       | 女子團體 | －                       | 季軍   |
| 2022年 | 奧爾良羽毛球大師賽       | 超級100賽  | 混合雙打 | 葉睿慶                   | 準決賽 |
| 2022年 | 孟加拉羽毛球國際挑戰賽   | 國際挑戰賽 | 女子雙打 | 吳佩琪                   | 準決賽 |
| 2022年 | 孟加拉羽毛球國際挑戰賽   | 國際挑戰賽 | 混合雙打 | 許邦榮                   | 準決賽 |
| 2022年 | 馬來西亞羽毛球國際挑戰賽 | 國際挑戰賽 | 混合雙打 | 許邦榮                   | 冠軍   |
| 2023年 | 伊朗羽毛球國際挑戰賽     | 國際挑戰賽 | 女子雙打 | 吳佩琪                   | 亞軍   |
| 2023年 | 伊朗羽毛球國際挑戰賽     | 國際挑戰賽 | 混合雙打 | 許邦榮                   | 亞軍   |
| 2023年 | 蘇迪曼盃                 | 其他       | 混合團體 | －                       | 季軍   |
| 2023年 | 馬爾代夫羽毛球國際挑戰賽 | 國際挑戰賽 | 混合雙打 | 許邦榮                   | 冠軍   |
| 2024年 | 吉隆坡羽毛球大師賽       | 超級100賽  | 女子雙打 | 吳佩琪                   | 冠軍   |

| 2007-2017年 | 首要超級賽 | 超級賽 | 黃金大獎賽 | 大獎賽 | 國際挑戰賽 | 國際系列賽 | 未來系列賽 | 其他 |

| 2018-2026年 | 總決賽 | 超級1000賽 | 超級750賽 | 超級500賽 | 超級300賽 | 超級100賽 | 國際挑戰賽 | 國際系列賽 | 未來系列賽 | 其他 |

### 奧運會和世錦賽參賽紀錄
|          | 搭檔   | 2021 | 2022 | 2023 |
| -------- | ------ | ---- | ---- | ---- |
| 女子雙打 | 叶灵   | 64強 | －   | －   |
| 女子雙打 | 張清玉 | －   | 32強 | 32強 |